# 中希腊大学
中希腊大学(Πανεπιστήμιο Στερεάς Ελλάδας)，是一所位于希腊中部的一所公立大学。中希腊大学成立于2003年。中希腊大学现有两个校区，拉米亚校区与Livadeia校区。

## 院系设置
中希腊大学包含两个系，即计算机科学与生物医学信息学系、地区经济发展系。